# ベジポタラーメン

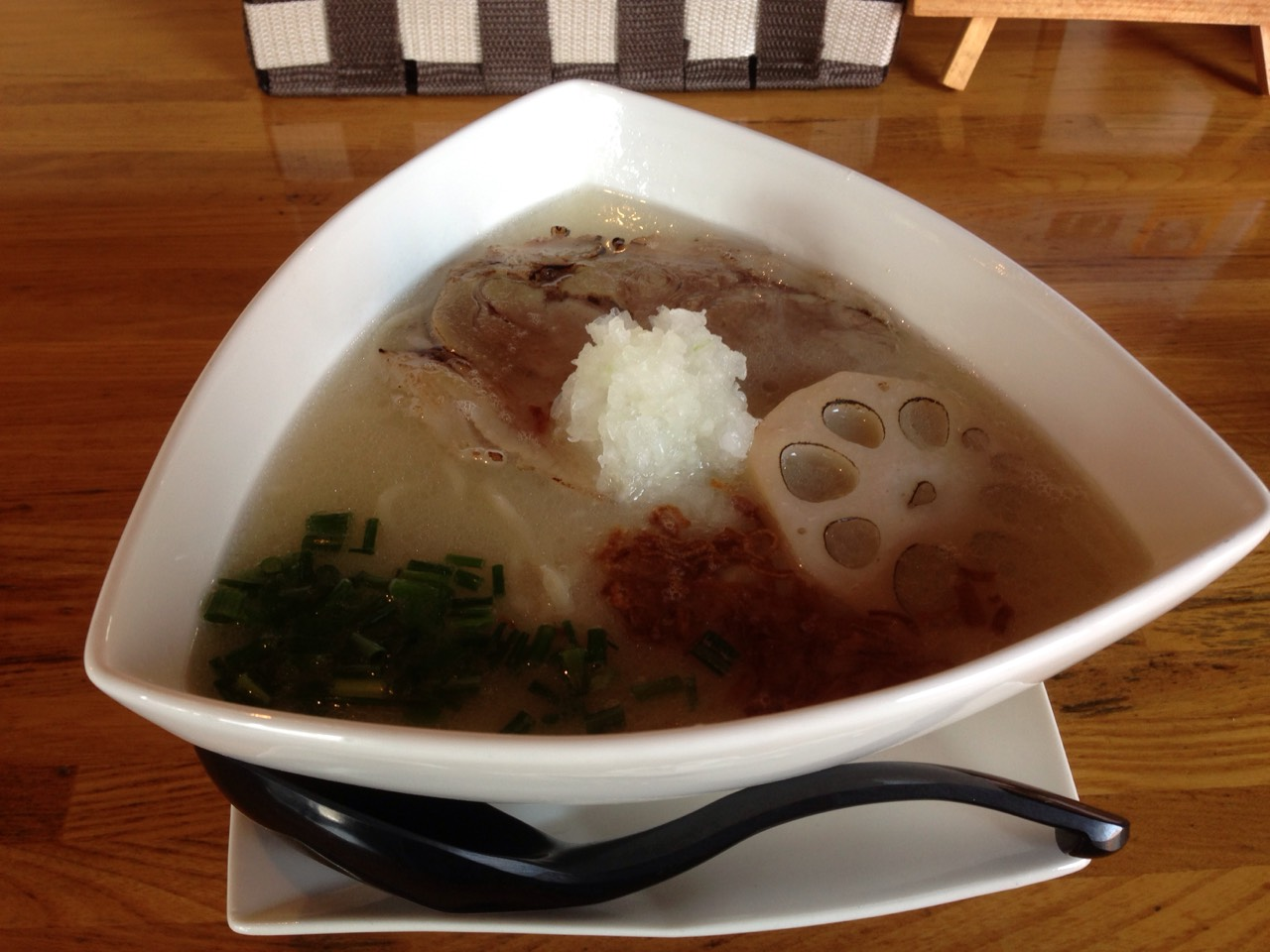
ベジポタラーメン

ベジポタラーメンとは、日本のラーメンの1ジャンル。
「ベジポタ」とは、「野菜のポタージュ」、「ベジタブルポタージュ」を略した造語である。

## 概要

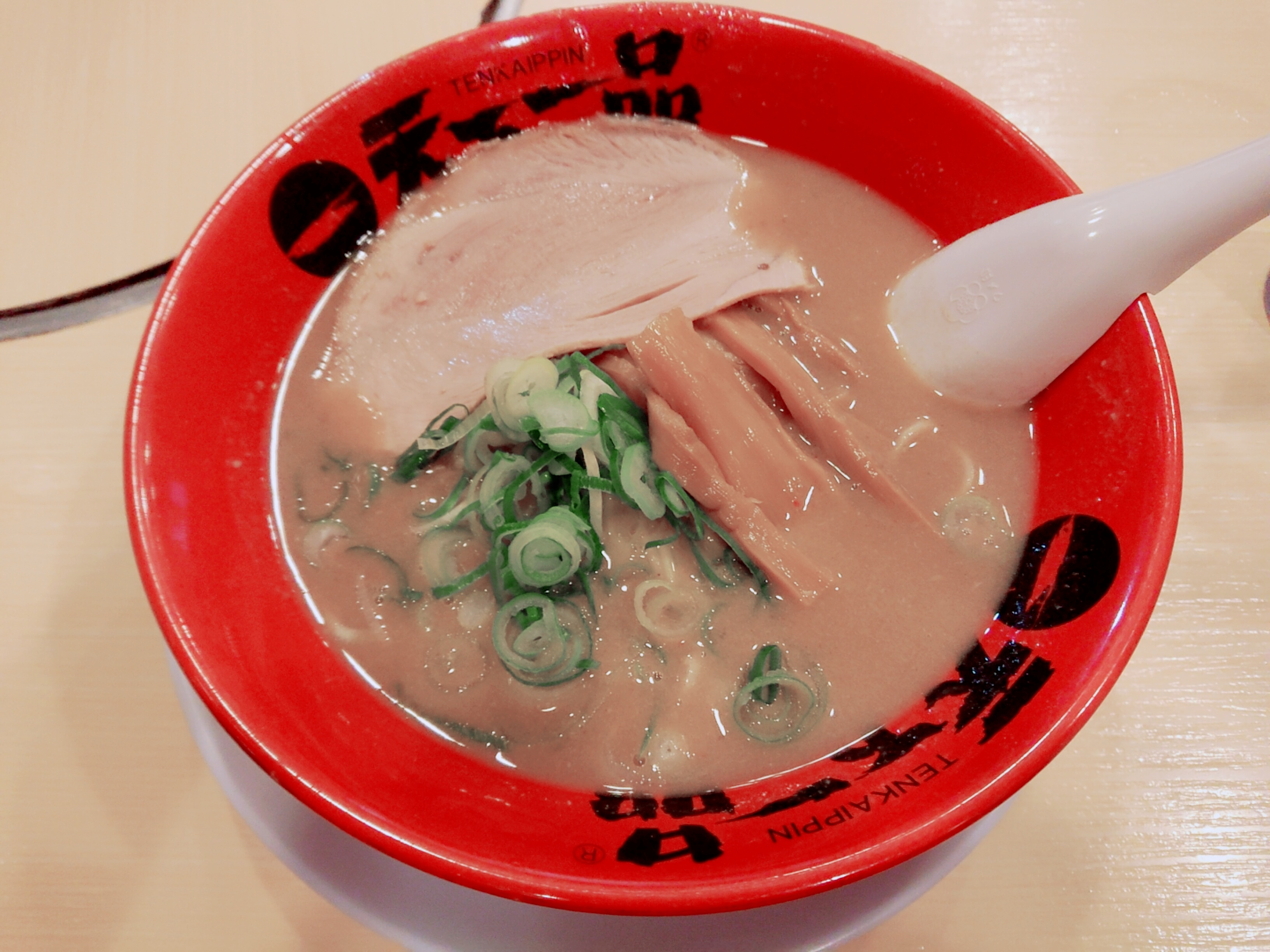
天下一品の「こってりラーメン」

ジャガイモ、タマネギ、ニンジンなどの野菜を用いた濃厚なペーストと、動物系白湯スープや豚骨スープ、魚介スープと合わせたスープを用いたラーメンである。

## 歴史
大崎裕史は、日本のラーメン界において「ベジポタ」の語を最初に用いたのは2009年発行の『最新ラーメンの本』（石山勇人監修）だとしている。『最新ラーメンの本』の2008年発行の書籍でも同一のラーメンについて触れているが、その際には「ベジポタ」の語は用いられていない。
『最新ラーメンの本』でベジポタラーメンの「過去の例」として取り上げられているラーメンは「せたが屋雲」と「天下一品」で、せたが屋雲のラーメンについては店側からの発信で「ソースラーメン」と称している。
『最新ラーメンの本』の「ベジポタ」特集で紹介されている店、および誌面の座談会で言及のある店は以下の通り。
- 大ふく屋
- 四代目けいすけ
- 黒虎
- 楽々
- みそや林檎堂

- 三軒屋
- ヒムロク
- 玉
- えん寺
- 福は内

- 香門
- 東龍
- ajito
- 丸

大崎は、これらの店の中で「一番“ベジポタ”っぽさ」を感じる店として、ajitoとえん寺を挙げている。大崎がえん寺で初めて食した際に、ajitoの物と似ていることに気付いたのが2008年10月であり、「この系統」が今後は流行するとは思ったが、「この系統」の名称は思い浮かばなかった。大崎は「ajito系」と呼んでいた（ただし、ajitoで提供していたものはつけ麺である）。
上述のように2009年発行の『最新ラーメンの本』で「この系統」に対し、「ベジポタ」と名付けられていたことで、大崎は「やられた」という思いと「これだ」という思いが錯綜することになる。そして、「ベジポタ」という言葉とその系統の味は、日本のラーメン界に浸透していった。

### 発祥の経緯
ajito

当時、大盛パスタが流行していたことから発想を得、ラーメン好きの友人が野菜が摂れないと語っていたことから。
つけ麺にしたのは、店の厨房が狭くフライパンも振れなかったことと、六厘舎の太麺のつけ麺を「料理として正しい」と思ったことから。
えん寺
とろろ蕎麦に着想を得た。こちらもつけ麺である。